# Pseudaletia saturata
Pseudaletia saturata là một loài bướm đêm trong họ Noctuidae.